# Acartauchenius minor
Acartauchenius minor är en spindelart som först beskrevs av Alfred Frank Millidge 1979.  Acartauchenius minor ingår i släktet Acartauchenius och familjen täckvävarspindlar.
Artens utbredningsområde är Italien. Inga underarter finns listade i Catalogue of Life.